# 大通西站
大通西站，位于中华人民共和国青海省西宁市大通回族土族自治县，是兰新客运专线上的高铁站，于2014年12月26日开通启用，由中国铁路青藏集团管辖。

## 歷史
- 2014年12月26日开通启用。

## 車站周邊
- 煤洞沟新村清真寺
- 联合利华希望小学
- 大煤洞小学
- 大通白崖清真大寺

## 外部連結
- 中国铁路客户服务中心（页面存档备份，存于）